# Ibraimo Alberto

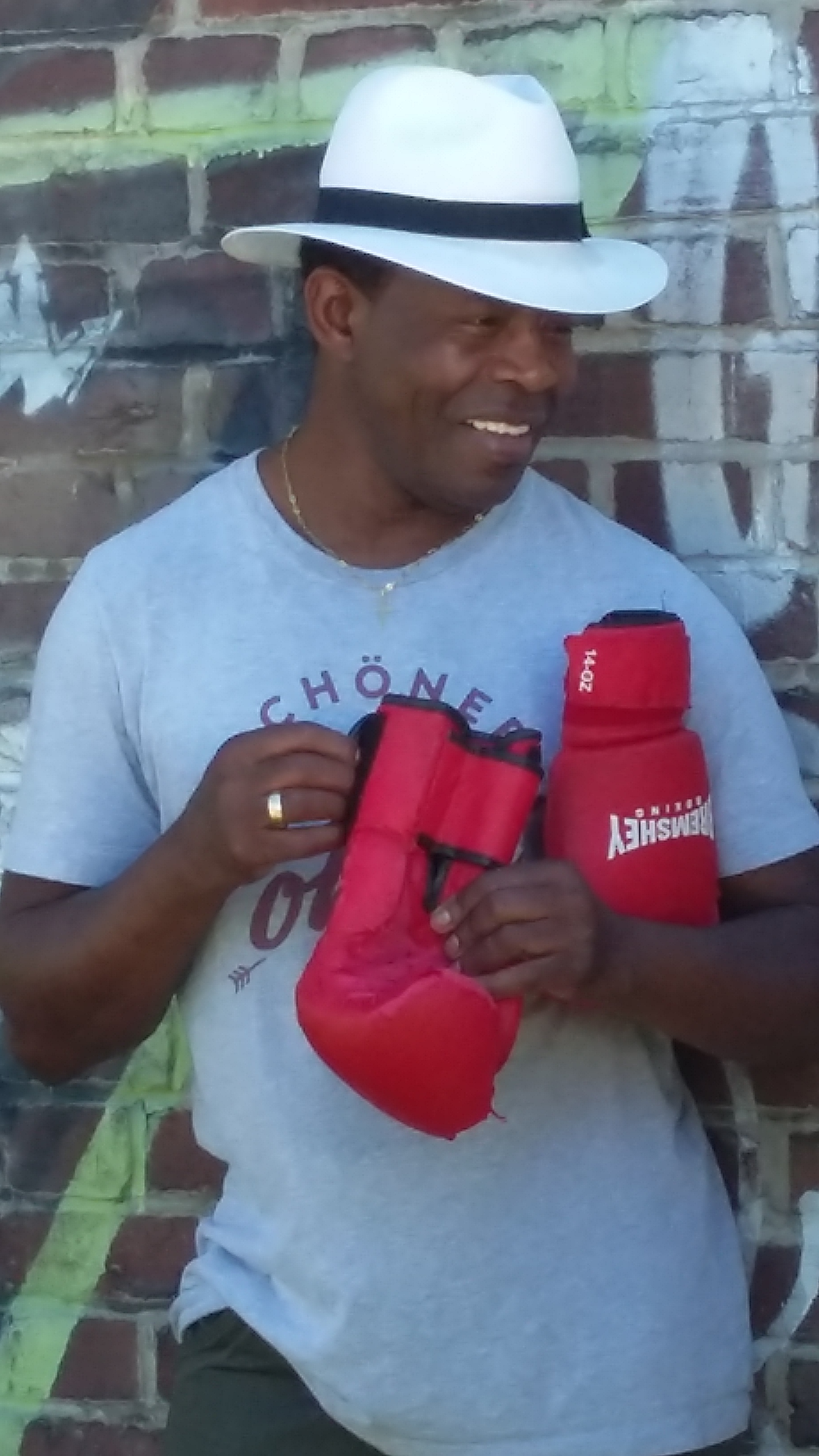
Ibraimo Alberto

Ibraimo Alberto (* 1963 in Ingomai/Chimoio, Mosambik) ist ein für seine Leistungen in der Integrationsarbeit ausgezeichneter Sozialpädagoge und ehemaliger Vertragsarbeiter. Bekanntheit erlangte er als Amateurboxer in der DDR und durch seine Autobiographie Ich wollte leben wie die Götter. Was in Deutschland aus meinen afrikanischen Träumen wurde. (2014)

## Leben

### Mosambik
Alberto wurde 1963 in Ingomai/Chimoio geboren und lebte ab 1970 auf der Farm eines portugiesischen Großgrundbesitzers in Charonga, Mosambik.:15–20
In seiner Jugend war Mosambik noch eine Kolonie von Portugal. Nach der Erlangung der Unabhängigkeit 1975 verfiel das Land in einen Bürgerkrieg, während im benachbarten Rhodesien ein Widerstandskrieg gegen die dortige weiße Minderheitsregierung geführt wurde. Alberto erlebte die Auswirkungen beider Konflikte. In einem Interview mit der Berliner Literaturwissenschaftlerin Ethel Matala de Mazza schildert Alberto ein Massaker, das an den Kindern seiner Schule in Nyadzonia verübt worden sei und das er nur knapp überlebt habe.:2:32:10 In dieser Zeit führten Spezialeinheiten der rhodesischen Armee mehrere bewaffnete Angriffe auf mosambikanischem Gebiet aus. Bei dem von Alberto beschriebenen Massaker handelt es sich offenbar um einen Angriff rhodesischer Truppen auf Nyadzonia im August 1976, bei dem laut Amnesty International mehrere hundert Menschen ums Leben kamen.

### DDR
Von 1981 bis 1986 arbeitete Alberto als sogenannter Vertragsarbeiter im VEB Fleischkombinat Berlin und danach im VEB Glaswerk Stralau.:252–253 Das „Abkommen über die zeitweilige Beschäftigung mosambikanischer Werktätiger in sozialistischen Betrieben der DDR“ sah einen sogenannten Lohntransfer vor, bei dem ein Teil des Lohns einbehalten wurde und bei ihrer Rückkehr nach Mosambik zurückgezahlt werden sollte, was aber bis auf einen kleinen Teil nie geschah. Auch Alberto war von dieser Regelung betroffen.:4:06:30 In dieser Hinsicht teilte er das Schicksal der sogenannten Madgermanes.

### Nach der Wende
1992 wurde Alberto von der Stadtverwaltung Schwedt eine ABM-Stelle angeboten, um mit der Integration der dort immer zahlreicher ankommenden Asylbewerber zu helfen.:188–189 2006 wurde er zum Ausländerbeauftragten der Stadt Schwedt ernannt. Alberto wurde auch zum SPD-Abgeordneten ins Stadtparlament gewählt.:227
Wegen des zunehmenden Rassismus in Schwedt zog Alberto 2011 nach Karlsruhe. 2017 zog er nach Berlin, wo er bis heute wohnt.:258 2014 veröffentlichte er mit Daniel Bachmann seine Autobiographie, Ich wollte leben wie die Götter: Was in Deutschland aus meinen afrikanischen Träumen wurde, die seine Lebensgeschichte bis zum Jahre 2013 erzählt.

## Boxkarriere
In der DDR wurde Alberto zum Wettkampfboxer. Nach der Wende boxte Alberto für den Club PCK Chemie in Schwedt, der heute als Uckermärkischer Boxverein Schwedt 1948 bekannt ist, und kämpfte zuletzt in der Bundesliga.

## Erfahrungen mit Rassismus
Nach der Wende wurde Alberto Zielscheibe von Beschimpfungen und Angriffen, sowohl im öffentlichen Raum als auch im persönlichen Leben. Die angespannte Situation erreichte ihren Höhepunkt, als eine Gruppe von Rechtsradikalen seinen Sohn bei einem öffentlichen Fußballspiel verprügeln wollten. Kurz danach entschied sich Alberto, Schwedt zu verlassen, um sich selbst und seine Familie zu schützen.

Über seinen Weggang aus Schwedt schreibt er:
Manche Zeitungen schrieben später von Flucht, andere hielten es für eine Vertreibung. Beide hatten recht. Ich war vertrieben worden, und ich war geflohen.:237
Nach seiner Übersiedlung in den Westen empfand er eine deutliche Entspannung im Hinblick auf die Bedrohung. „Ich kam [...] nach Karlsruhe, um ruhe zu finden, und ich fand sie vom ersten Tag an“.:242

## Auszeichnungen
1988 wurde Alberto vom Bürgermeister Berlins die „Medaille für ausgezeichnete Leistungen im Wettbewerb“ verliehen.:254 2008 zeichneten Innenminister Wolfgang Schäuble und Justizministerin Brigitte Zypries Alberto als „Botschafter für Demokratie und Toleranz“ aus.

## Veröffentlichungen
- Ibraimo Alberto mit Daniel Bachmann. Ich wollte Leben wie die Götter: Was in Deutschland aus meinen afrikanischen Träumen wurde. KiWi-Paperback, Köln 2014, ISBN 978-3-462-04624-3
- Ibraimo Alberto, Marcia C. Schenck. „Paths Are Made by Walking: Memories of Being a Mosambican Contract Worker in the GDR“. In: Eric Burton et al. (Hrsg.), Navigating Socialist Encounters: Moorings and (Dis)Entanglements between Africa and East Germany during the Cold War. De Gruyter, Berlin / Boston 2021, ISBN 978-3-11-062354-3, S. 247–262.